# Celso Moraes
Celso Moraes (født 4. august 1979) er en tidligere brasiliansk fodboldspiller.